# 賀東招二
賀東招二（日语：がとう しょうじ，1971年—），日本小家、編劇。主要著作是輕小說。出身於東京都。東京都立神代高等學校畢業，中央大學經濟學部肄業。大學時期參與SF研究會。
驚爆危機決定在超級機器人大戰J加入參戰的時候，曾有在個人日記公開了劇本的一小部份，高興到忘我的事。另外，在《超級機械人大戰》系列中，有用「巴尼及巴寧格把夏亞駕駛的沙薩比擊墜」的玩法的樣子。
在驚爆危機作品中，Dr Pepper以女主角喜愛的飲料登場，因此外界誤認爲作者喜歡該飲料，然而據作者所述，與其說是不習慣喝這東西，不如說是根本喝不下。
另外，在京都動畫接電視動畫驚爆危機？校園篇的製作後建立深厚關係，2006年的涼宮春日的憂鬱放送序第11話的「射手座之日」中開始參與除了驚爆危機以外的故事劇本，爾後，2007年的幸運☆星中負責的第5話「神射手」、第12話「一起去祭典吧」和第22話「在這裡的彼方」的劇本，2012年的冰菓擔任劇本統籌，2014年的甘城輝煌樂園救世主擔任系列監修和部分集數的腳本。
與以成人漫畫為主舞台活躍的漫畫家是很親密的朋友。
和漫畫家赤松健是大學時期電影研究會的前輩與後輩關係。

## 作品列表

### 執筆作品
- 蓬萊學園（日语：蓬莱学園シリーズ）系列（富士見書房、富士見Fantasia文庫，1991年－1997年） ※共著
- 驚爆危機！，又译全金属狂潮（富士見書房、富士見Fantasia文庫，1998年－2011年）
- COP CRAFT DRAGNET MARAGE RELOADED（小学館、GAGAGA文庫，2009年－續刊中）
  - （竹書房、ゼータ文庫（日语：ゼータ文庫），2006年－2007年）（擔當原案） ※未完，COP CRAFT的原版本，但連載期間因為ゼータ文庫（日语：ゼータ文庫）被取消的緣故而停刊，後來作者將其加寫後轉到GAGAGA文庫發行。
- 驚爆危機！Another（富士見書房、富士見Fantasia文庫，2011年8月－2016年2月）※原案、監修
- 甘城輝煌樂園救世主（富士見書房、富士見Fantasia文庫，2013年2月－）

### 劇本統籌、劇本
- 驚爆危機！（2002年）劇本統籌
- 驚爆危機？校園篇（2003年）劇本統籌、劇本
- 驚爆危機！The Second Raid（2005年）劇本統籌、劇本
- 驚爆危機！The Second Raid 特別版[錨點失效]（2006年）劇本
- 驚爆危機！The Second Raid 特別版OVA初回限定版特典DramaCD（2006年）劇本
- 涼宮春日的憂鬱（2006年）劇本
- 幸運☆星（2007年）劇本
- 迷宮塔 ～烏魯克之盾～（2008年）劇本統籌、劇本
- 迷宮塔 ～烏魯克之劍～（2009年）劇本統籌、劇本
- 冰菓（2012年）劇本統籌、劇本
- 甘城輝煌樂園救世主（2014年）劇本監修、劇本
- 驚爆危機！Invisible Victory[[[Wikipedia:格式手册/链接#章節|錨點失效]]]（2017年）劇本統籌、劇本
- COP CRAFT（2019年）劇本統籌
- Estab-Life Great Escape（2022年）劇本統籌、劇本

## 外部連結
- 賀東招二官方網頁 （页面存档备份，存于） （日語）
- 賀東招二的X（前Twitter） （日語）